# مانويل فيرنانديز
مانويل هنريكس تافاريز فيرنانديز (بالبرتغالية: Manuel Henrique Tavares Fernandes‏) من مواليد 5 فبراير 1986 في لشبونة في البرتغال، لاعب كرة قدم برتغالي.
بدأ مسيرته الكروية مع نادي بنفيكا في عام 2004، وفي عام 2006 أعير إلى نادي بورتسموث الإنجليزي، ولعب معهم 10 مباريات، وفي عام 2007 أعير إلى نادي إيفرتون الإنجليزي لمدة ستة أشهر ثم انتقل إلى نادي فالنسيا الإسباني في أغسطس 2007م وبعد خمسة أشهر أعاره نادي فالنسيا إلى نادي إيفرتون الإنجليزي ليعود بعد 9أشهر إلى نادي فالنسيا ويبقى فيه حتى الآن لاعبا احطياطيأ
و قد بدأ باللعب مع منتخب البرتغال لكرة القدم في عام 2005.

## روابط خارجية
- مانويل فيرنانديز على موقع الاتحاد الدولي (مؤرشف)  (الإنجليزية)
- مانويل فيرنانديز على موقع الاتحاد الأوربي (الإنجليزية)
- مانويل فيرنانديز على موقع اتحاد تركيا (لاعب) (الإنجليزية)
- مانويل فيرنانديز على موقع قاعدة بيانات كرة القدم.إي يو (الإنجليزية)
- مانويل فيرنانديز على موقع ناشيونال فوتبول تيمز (الإنجليزية)
- مانويل فيرنانديز على موقع Soccerbase.com (لاعب) (الإنجليزية)
- مانويل فيرنانديز على موقع Soccerway.com (الإنجليزية)
- مانويل فيرنانديز على موقع عالم كرة القدم.نت (الإنجليزية)
- مانويل فيرنانديز على موقع كووورة
- مانويل فيرنانديز على موقع AS.com (الإسبانية)